# Bornes de délimitation de Coincy
Les bornes de délimitation sont un ensemble de bornes géographiques en pierre datant du XVIIIe siècle, délimitant le territoire de la commune de Coincy, en France.

## Description
Les bornes en grès, au nombre de 42, possèdent une forme grossièrement parallélépipédique. Sur chacune d'entre elles, l'une des faces porte un numéro (initialement de 1 à 60, certaines bornes ont disparu). Sur la face en direction du village, les armoiries du prieuré de Coincy sont gravées : deux clefs croisées et une épée verticale, attributs de saint Pierre.

## Localisation
Les bornes délimitent le territoire communal de Coincy et sont situées à cheval sur la limite de celui-ci. Elles sont numérotées de 1 à 60 en partant de l'est et dans le sens des aiguilles d'une montre.
Les 42 bornes suivantes existent encore actuellement :
- Bornes nos 2 et 3 (limite avec Brécy)
- Borne no 11 (limite avec Armentières-sur-Ourcq)
- Borne no 13 (limite avec Armentières-sur-Ourcq et Nanteuil-Notre-Dame)
- Bornes nos 15, 16, 17, 19 et 20 (Nanteuil-Notre-Dame)
- Borne no 21 (limite avec Nanteuil-Notre-Dame et Bruyères-sur-Fère)
- Bornes nos 24 et 25 (limite avec Bruyères-sur-Fère)
- Borne nos 26 à 38 (limite avec Villeneuve-sur-Fère)
- Borne no 39 (limite avec Villeneuve-sur-Fère et Beuvardes)
- Borne nos 40, 42 et 43 (limite avec Beuvardes)
- Borne nos 45 à 53, 55 et 56 (limite avec Brécy)

## Historique
Les bornes sont érigées en 1770 par le prieuré bénédictin de Coincy, à la suite d'incursions de seigneurs voisins sur ses terres. Soixante bornes sont initialement mises en place. Lors de la création des communes, les limites de Coincy suivent celles des anciennes terre du prieuré.
Les 42 bornes restantes sont collectivement inscrites au titre des monuments historiques en 2004, en même temps que la borne de la reine Blanche  (correspondant au bornage d'un bois de franc-alleu en 1766).